# Achtste-groepers huilen niet (toneelstuk)
Achtste-groepers huilen niet is een toneelstuk in 2010 geproduceerd door de theaterproducent Henrike van Engelenburg van het  gelijknamige boek van Jacques Vriens.

## Inhoud
Anders dan in het boek, is er voor het theater een raamvertelling toegevoegd. Twee oude klasgenoten, Joep (vertolkt door Theun Plantinga) en Elise (vertolkt door Ida van Dril), beiden in de twintig, die herinneringen ophalen aan hun schooltijd en hun klasgenoot, Akkie, die toen op vroege leeftijd aan kanker overleden is. De voorstelling was vooral bedoeld voor scholen, zodat er een grondige voorbereiding en nabespreking van de dramatische actie door de leraren kon plaatsvinden. Het verhaal wordt verlicht door humoristische elementen, zoals de kat die door de kinderen de school wordt binnengesmokkeld.
Ook is muziek een belangrijk onderdeel van de voorstelling - dit werd gecomponeerd door Arthur Umbgrove. Hij zingt samen met Birgit Schuurman liedjes, die gebaseerd zijn op verhalen van patiëntjes uit het Emma Kinderziekenhuis. Het is vermeldenswaard dat alle personages die in het stuk voorkomen alleen door Theun en Ida worden uitgebeeld: "Zij vertolken niet alleen de leidende rollen van Joep en Elise, maar ze geven ook gestalte aan de rol van Akkies ouders en ook de stemmen van de klasgenoten en juf Ida worden door Theun en Ida neergezet. Ook het personage Akkie en de fysieke gestalte van dokter Snor (waarvan de stem overigens is ingesproken door Jacques Vriens himself) worden door het duo opgevoerd."

## Weblinks
- Website over de theatervoorstelling